# Traquenards
Traquenards foi uma série televisiva juvenil franco-canadiana de 1987, produzida pela Via Lemond (Daniel Bertolino), a Radio-Canada e a FR3 francesa; a série, de 13 episódios, era apresentada como sendo um tributo à juventude e à sua capacidade para ultrapassar as dificuldades e obstáculos. Foi transmitida em Portugal pela RTP com o nome Armadilhas, entre 4 de abril e 11 de julho de 1989.
Dos 13 episódios, 7 passam-se em França e 6 no Canadá (no Quebeque).

## Episódios
| Título | Dirigido por        | Exibição original      | Exibição em Portugal |
| --- | ------------------- | ---------------------- | -------------------- |
| "Le Chevalier de Passignac" | François Labonté    | 21 de dezembro de 1988 | ( )                  |
| Uma jovem canadiana descobre a história que levou um conde à loucura e a identidade do Cavaleiro de Passignac                                                  |                     |                        |                      |
| "La Bibliothèque oubliée" | Bruno Carrière      | 22 de dezembro de 1988 | 27 de junho de 1989  |
| Um jovem estudante vai trabalhar numa biblioteca, onde há uma secção chamada a "Biblioteca Esquecida", e encontra alguém escondido há anos                     |                     |                        |                      |
| "Les Mannequins de la forteresse" | Bruno Carriére      | ( )                    | 23 de maio de 1989   |
| Estudantes em festa encontram bonecos numa fortaleza |                     |                        |                      |
| "La Caverne des disparus" | Bruno Carriére      | ( )                    | ( )                  |
| As aventuras de dois jovens acrobatas em Montreal em 1864, que descobrem um segredo do seu patrão                                                              |                     |                        |                      |
| "Murée vive" | Bruno Carriére      | ( )                    | ( )                  |
| Dois jovens descobrem que há séculos uma rapariga foi emparedada viva no dia do seu casamento, num antigo castelo, e por pouco não têm o mesmo fim             |                     |                        |                      |
| "Quasimodo" | François Labonté    | ( )                    | ( )                  |
| Decorrem ensaios para a peça Quasimodo; mas algo vai ser descoberto...                                                                                         |                     |                        |                      |
| "Le Bonsaï millénaire" | Bruno Carrière      | ( )                    | 11 de julho de 1989  |
| Dois jovens decidem levar um bonsai milenário para uma festa                                                                                                   |                     |                        |                      |
| "Mort à minuit" | Raoul Held          | ( )                    | ( )                  |
| "La Cage de fer" | Jean-Claude Charnay | 4 de janeiro de 1988   | 20 de junho de 1989  |
| Dois jovens envolvem-se numa aventura relacionada com uma antiga jaula de ferro                                                                                |                     |                        |                      |
| "La Source du mal" | Bruno Carrière      | ( )                    | ( )                  |
| Duas jovens são convidadas para uma ilha, onde os habitantes têm uma fonte de eterna juventude; mas a fonte foi criada por e precisa de sacrificios humanos... |                     |                        |                      |
| "L'Héritage maudit" | Raoul Held          | 6 de janeiro de 1989   | 18 de abril de 1989  |
| Duas mulheres estão de férias na Bretanha, mas aparece uma caveira na residência onde estão hospedadas                                                         |                     |                        |                      |
| "Le Trésor de feu" | Christian Alba      | ( )                    | ( )                  |
| Dois jovens em busca do lendário tesouro de um abade do século XIX                                                                                             |                     |                        |                      |
| "Les Tableaux qui parlent" | Marianne Lamour     | 8 de janeiro de 1988   | 6 de junho de 1989   |
| A afilhada de uma pintora descobre revelações do passado nas suas pinturas                                                                                     |                     |                        |                      |

Os episódios foram transmitidos em Portugal numa ordem diferente da emissão original.